# Diana Gurtskaya
Diana Gurtskaya (en georgiano: დიანა ღურწკაია; Sujumi, RSS de Georgia, Unión Soviética, 2 de julio de 1978) es una cantante georgiana que vive en Moscú. Tras haber intentado representar a Bielorrusia en el Festival de Eurovision 2007, quedando en tercer lugar en el Eurofest con la canción How Long, el 1 de marzo de 2008, Diana ganó la final nacional de Georgia, después de haber conseguido el 39,4% de los votos por lo tanto, se convirtió en la representante de Georgia, en el Festival de la Canción de Eurovisión 2008 en Belgrado, Serbia, con la canción «Peace Will Come». 
Diana participó en la segunda semifinal y se pasó a la final celebrada el 24 de mayo de 2008, en la que finalizó en el 11 º lugar con 83 puntos. 
Gurtskaya ha recibido varios premios. El más notable es el Premio de Honor de la Federación de Rusia ofrecido por el presidente ruso Vladímir Putin, tiene también una Medalla de Honor entregada por el presidente de Georgia Mijeíl Saakashvili, y el Premio de Santa Bárbara en Ucrania, entre otros.
Gurtskaya ha hecho dúos con conocidos cantantes extranjeros como Ray Charles, Toto Cutugno y Demis Roussos.

## Discografía
- Ty zdes (Ты здесь / Estás aquí) - 2000

- Ty znáiesh, mama... (Ты знаешь, мама... / Tu sabes, mamá...)- 2002

- Ia liubliú vas vsej (Я люблю вас всех / Los quiero a todos ustedes) - 2003

- Nézhnaia (Нежная / Cariñosa) - 2005

- Peace will come (La paz vendrá) - 2008